# AllMusic
AllMusic (ранее известная как All-Music Guide и AMG) — крупная музыкальная онлайн-база данных. Она содержит более 3 миллионов альбомов и 30 миллионов треков, а также информацию о музыкантах, группах и музыкальных жанрах. Созданная в 1991 году, база данных доступна в Интернете с 1994 года.

## История
AllMusic был запущен как All-Music Guide Майклом Эрлевайном, «заядлым архивариусом, известным астрологом, буддийским ученым и музыкантом». Он заинтересовался использованием компьютеров для своей астрологической работы в середине 1970-х годов и в 1977 году основал компанию по разработке программного обеспечения Matrix. В начале 1990-х, когда компакт-диски заменили пластинки в качестве доминирующего формата для записи музыки, Эрлевайн приобрел то, что, по его мнению, было компакт-диском с ранними записями Литтл Ричарда. Купив его, он обнаружил, что это «вялая перепевка последних дней». Разочарованный описанием диска, он решил использовать метаданные для создания музыкального гида. В 1990 году в Биг-Рапидсе, штат Мичиган, он основал All Music Guide с целью создания базы данных открытого доступа, которая включала бы все записи, «с тех пор как Энрико Карузо дал индустрии первый большой толчок».
Первое издание All Music Guide, опубликованное в 1992 году, представляло собой 1200-страничный справочник с вложенным диском All Music Guide: The Best CDs, Albums & Tapes: The Expert’s Guide to the Best Releases from Thousands of Artists in All Types of Music. Его первой онлайн-версией стал текстовый сайт Gopher в 1994 году. Он переместился во Всемирную паутину, поскольку веб-браузеры стали более удобными для пользователей.
Эрлевайн нанял инженера по базам данных Владимира Богданова для разработки платформы All Music Guide, и своего племянника, писателя Стивена Томаса Эрлевайна, — для разработки контента. В 1993 году Крис Вудстра присоединился к команде в качестве инженера. Будучи «фанатом звукозаписи», писавшим для альтернативных еженедельников и фэнзинов, он обладал «энциклопедическими знаниями в области музыки». Было создано 1400 музыкальных поджанров, что стало главной особенностью сайта. В статье, опубликованной в 2016 году в журнале Tedium, Эрни Смит писал: «AllMusic, возможно, был одним из самых амбициозных сайтов ранней эры Интернета, и он имеет фундаментальное значение для нашего понимания поп-культуры. Потому что, дело в том, что он отслеживает не только обзоры или альбомы. Он отслеживает стили, жанры и поджанры, а также тональность музыки и платформы, на которых она продается. Затем он связывает эти данные воедино таким образом, что может разумно рассказать вам о целом типе музыки, будь то массовый жанр, такой как классика, или крошечный, такой как сэдкор».
В 1996 году, стремясь к дальнейшему развитию своего интернет-бизнеса, Alliance Entertainment Corp. купила All Music у Эрлевайна за 3,5 миллиона долларов. Он покинул компанию после её продажи. Alliance объявила о банкротстве в 1999 году, и её активы были приобретены Yucaipa Companies.
В 1999 году All Music переехала из Биг-Рэпидс в Анн-Арбор, где штат сотрудников увеличился с 12 до 100 человек. К февралю того же года было каталогизировано 350 000 альбомов и два миллиона треков. All Music опубликовала биографии 30 000 артистов, 120 000 рецензий на пластинки и 300 эссе, написанных «гибридом историков, критиков и страстных коллекционеров». В 1999 году Марк Деминг стал редактором и штатным писателем All Media Guide.
В конце 2007 года AllMusic был приобретен TiVo Corporation (на момент продажи известной как Macrovision, а с 2009 по 2016 год — как Rovi) за 72 миллиона долларов.
В 2012 году AllMusic удалил всю информацию о Брайане Адамсе с сайта по запросу исполнителя.
В 2013 году Rovi продала потребительский доступ к контенту недавно созданной All Media Network, сохранив за собой право собственности на сам контент и его обслуживание. 21 января 2013 года на сайте была введена система оценки альбомов пользователями.
В 2015 году AllMusic был приобретен компанией BlinkX, позже известной как RhythmOne.

## Серия публикаций
All Media Network выпустила All Music Guide: The Definitive Guide (изначально как The Experts' Guide), который включает серию публикаций о различных музыкальных жанрах. За ним последовали серии Required Listening и ежегодные руководства. Владимир Богданов — президент и главный редактор.
- All Music Guide: The Definitive Guide to Popular Music (1st edition: 1992, 2nd ed: 1994, 3rd ed: 1997, 4th ed: 2001, 5th ed: 2008)
- All Music Guide to Classical Music: The Definitive Guide to Classical Music (2004)
- All Music Guide to Country: The Definitive Guide to Country Music (1st ed: 1997, 2nd ed: 2003)
- All Music Guide to Electronica: The Definitive Guide to Electronic Music (2001)
- All Music Guide to Hip-hop: The Definitive Guide to Rap & Hip-hop (2003)
- All Music Guide to Jazz: The Definitive Guide to Jazz Music  (1st ed: 1994, 2nd ed: 1996, 3rd ed: 1998, 4th ed: 2002)
- All Music Guide to Rock: The Definitive Guide to Rock, Pop, and Soul (1st ed: 1995, 2nd ed: 1997, 3rd ed: 2002)[18]
- All Music Guide to Soul: The Definitive Guide to R&B and Soul (2003)
- All Music Guide to the Blues: The Definitive Guide to the Blues (1st ed: 1996, 2nd ed: 1999, 3rd ed: 2003)
- All Music Guide Required Listening: Classic Rock (2007)
- All Music Guide Required Listening: Contemporary Country (2008)
- All Music Guide Required Listening: Old School Rap & Hip-hop (2008)
- All Music Guide to the Music of 2002: Your Guide to the Recordings of the Year (2003)
- All Music Guide to the Music of 2003: Your Guide to the Recordings of the Year (2004)

## Отзывы
В августе 2007 PC Magazine включил AllMusic в «Топ-100 классических сайтов».